# Fresh Off the Boat
Fresh Off the Boat è una serie televisiva statunitense ideata da Nahnatchka Khan e vagamente basata sul libro autobiografico del 2013 Fresh Off the Boat: A Memoir di Eddie Huang.
Viene trasmessa dal 4 febbraio 2015 sull'emittente televisiva statunitense ABC.
In Italia è stata trasmessa dalla prima alla quarta stagione su Fox Comedy di Sky e dalla quinta alla sesta su Fox.

## Trama
La storia segue le vicende della famiglia taiwanese di Eddie Huang nel loro trasferimento da Washington a Orlando per aprire una bisteccheria, nel 1995 (la prima stagione è ambientata tra il 1995 e il 1997). Sua madre fa i conti con il cambiamento culturale tra Washington e Orlando, suo padre sposa il "sogno americano", ed Eddie si confronta con la scuola, mentre i suoi fratelli sono i tipici Asiatici stereotipati che ottengono grandi risultati, senza problemi ad integrarsi.

## Episodi
| Stagione         | Episodi | Prima TV USA | Prima TV Italia |
| ---------------- | ------- | ------------ | --------------- |
| Prima stagione   | 13      | 2015         | 2015            |
| Seconda stagione | 24      | 2015-2016    | 2016            |
| Terza stagione   | 23      | 2016-2017    | 2016-2017       |
| Quarta stagione  | 19      | 2017-2018    | 2017-2018       |
| Quinta stagione  | 22      | 2018-2019    | 2018-2019       |
| Sesta stagione   | 15      | 2019-2020    | 2019-2020       |

## Personaggi e interpreti

### Principali
- Eddie Huang[7] (stagioni 1-6), interpretato da Hudson Yang
- Louis Huang[8][9] (stagioni 1-6), interpretato da Randall Park
- Jessica Huang[10][11] (stagioni 1-6), interpretata da Constance Wu
- Emery Huang[12] (stagioni 1-6), interpretato da Forrest Wheeler
- Evan Huang[12] (stagioni 1-6), interpretato da Ian Chen
- Nonna Huang (stagioni 2-6; ricorrente stagione 1), interpretata da Lucille Soong
- Honey Ellis[13] (stagioni 2-6[14]; ricorrente stagione 1), interpretata da Chelsey Crisp
- Marvin Ellis (stagioni 3-6[15]; ricorrente stagioni 1-2), interpretato da Ray Wise

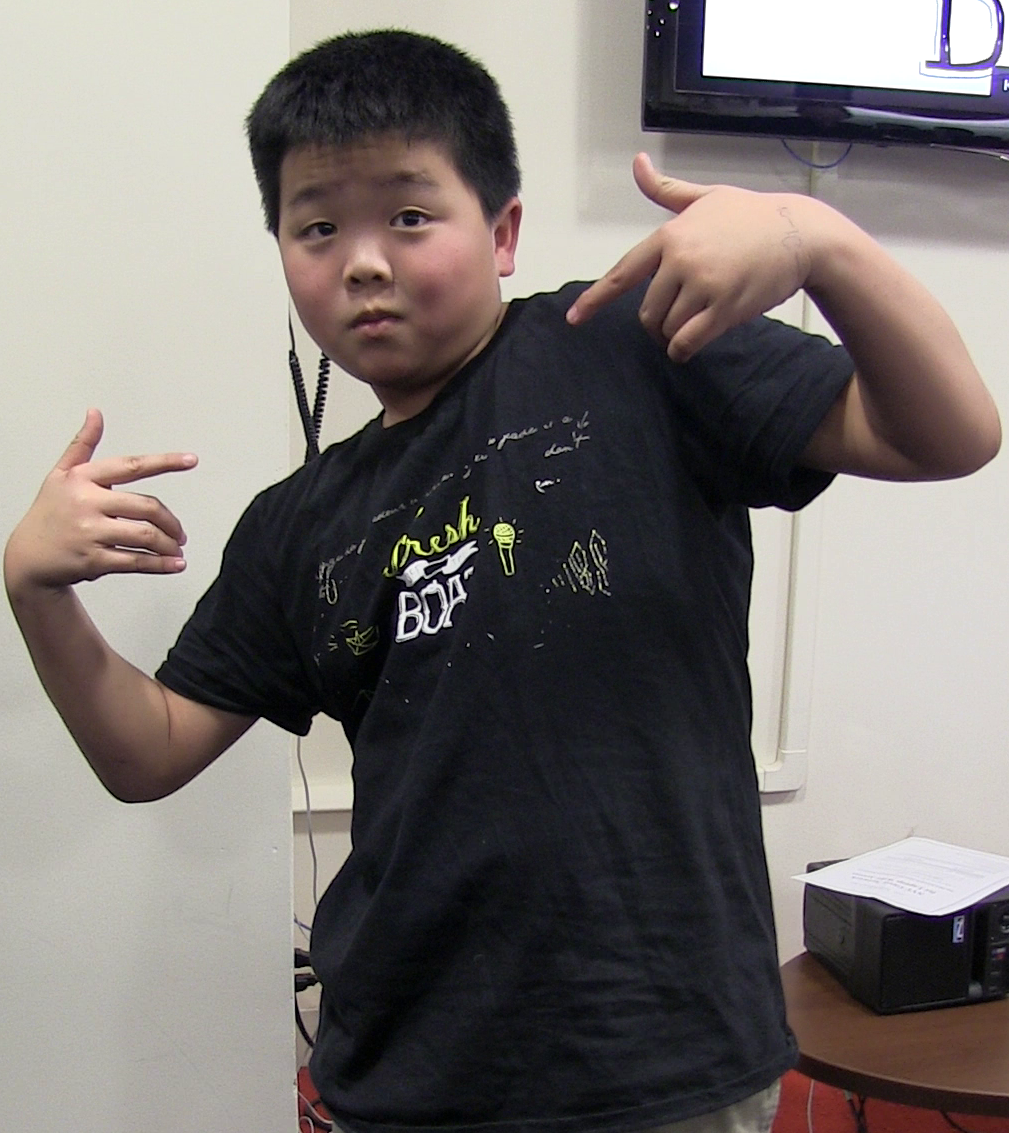
Hudson Yang
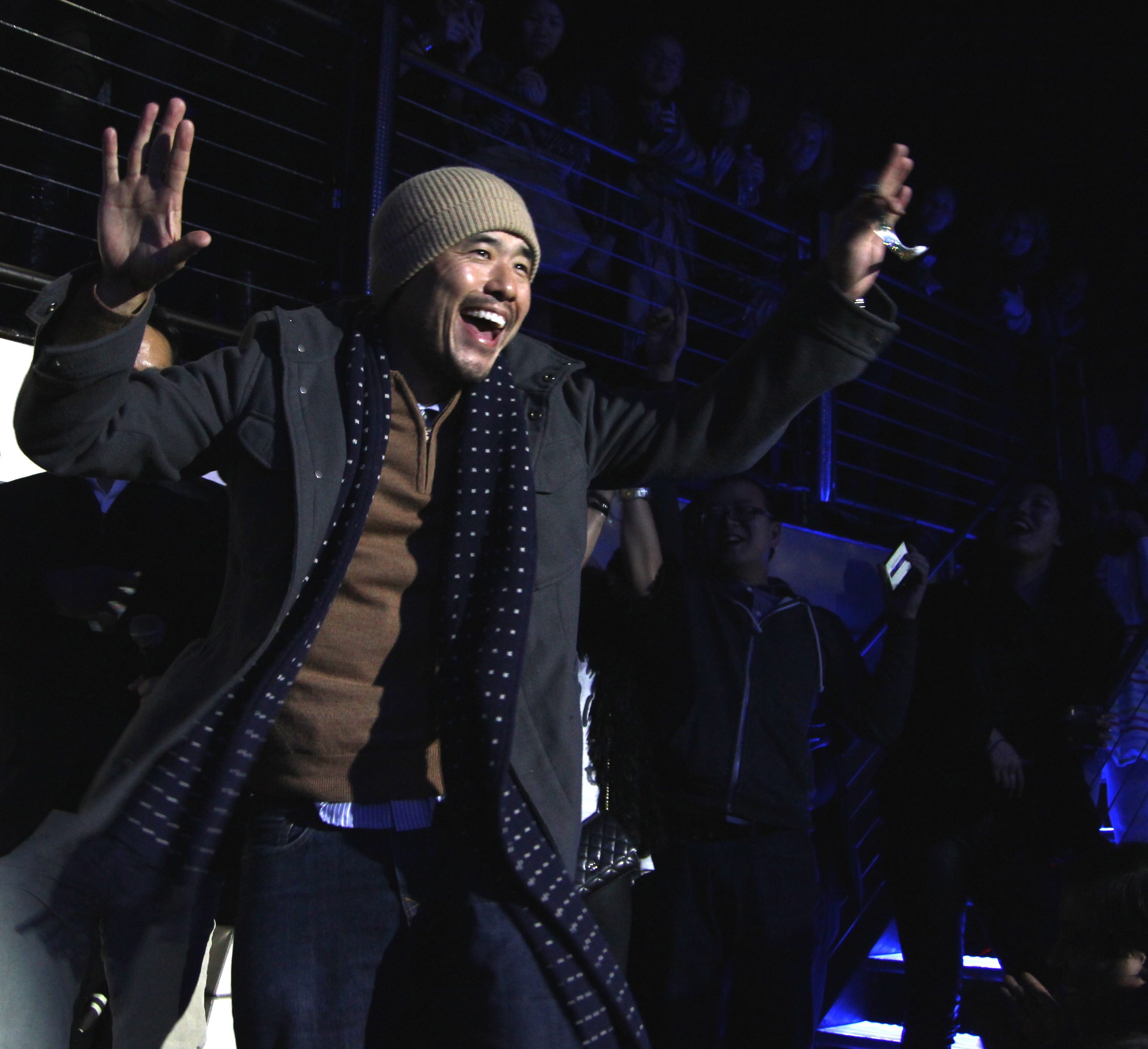
Randall Park
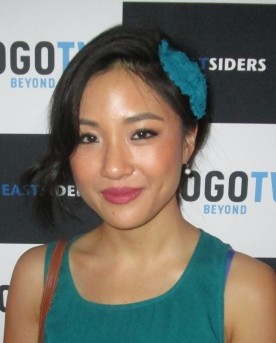
Constance Wu
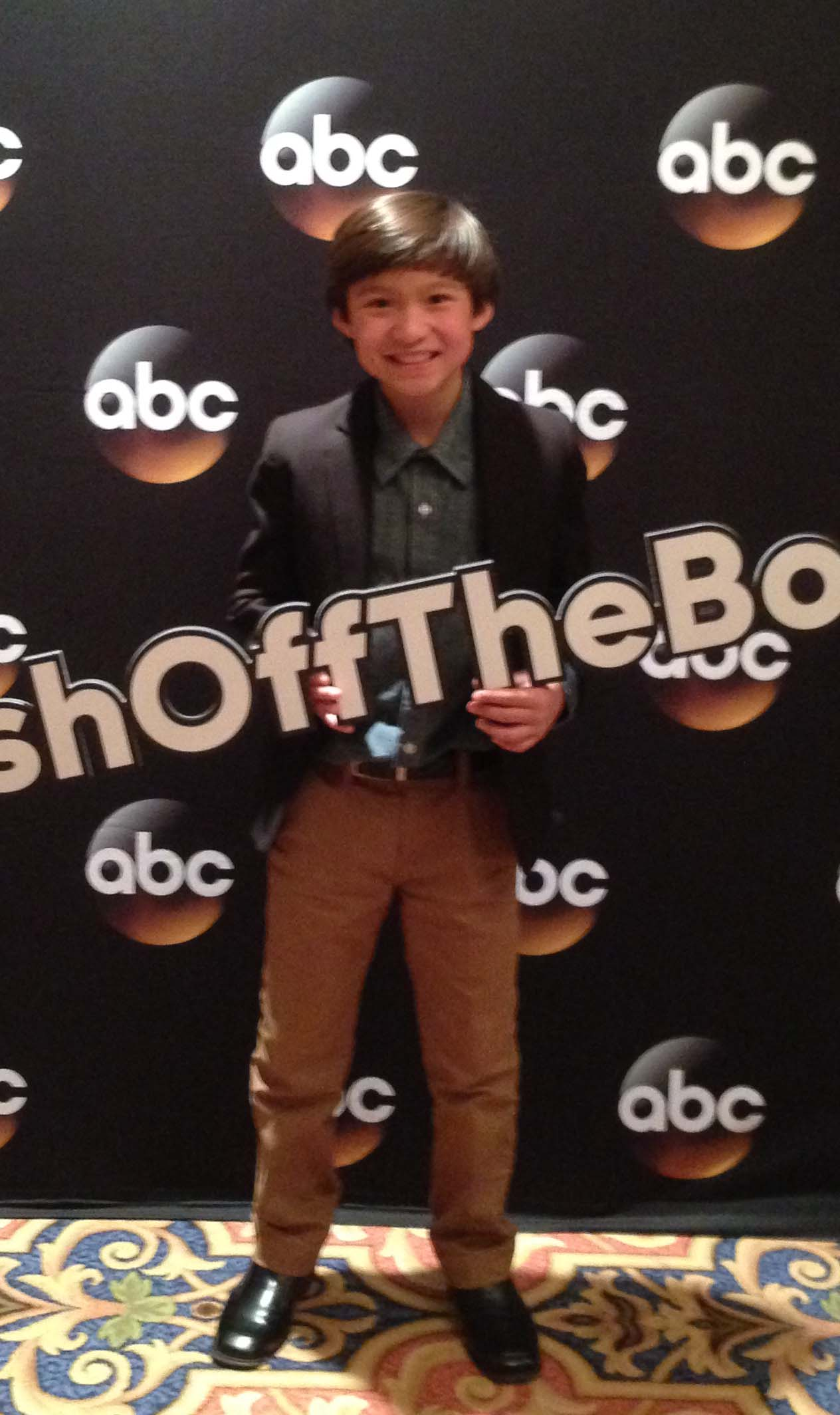
Forrest Wheeler
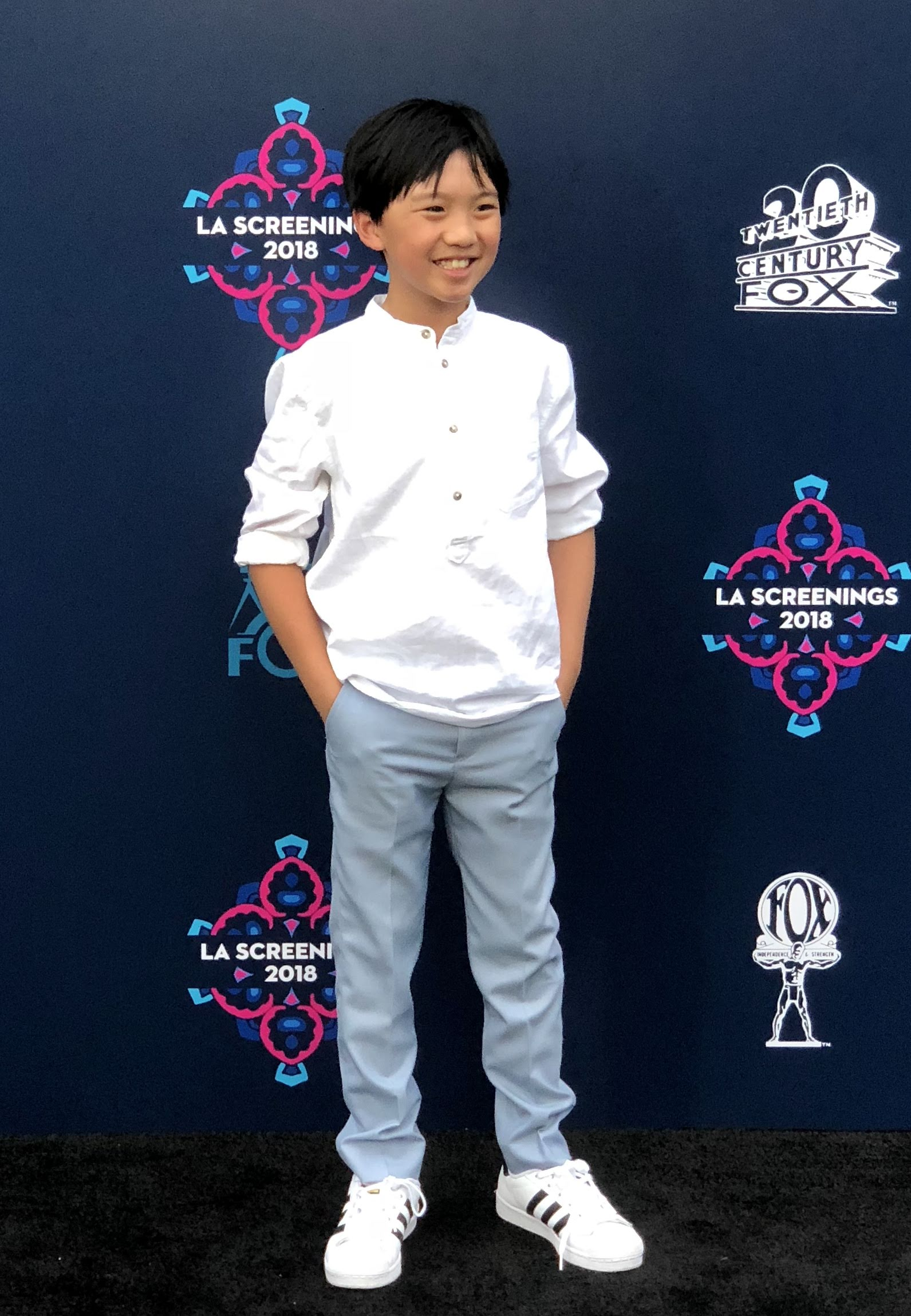
Ian Chen
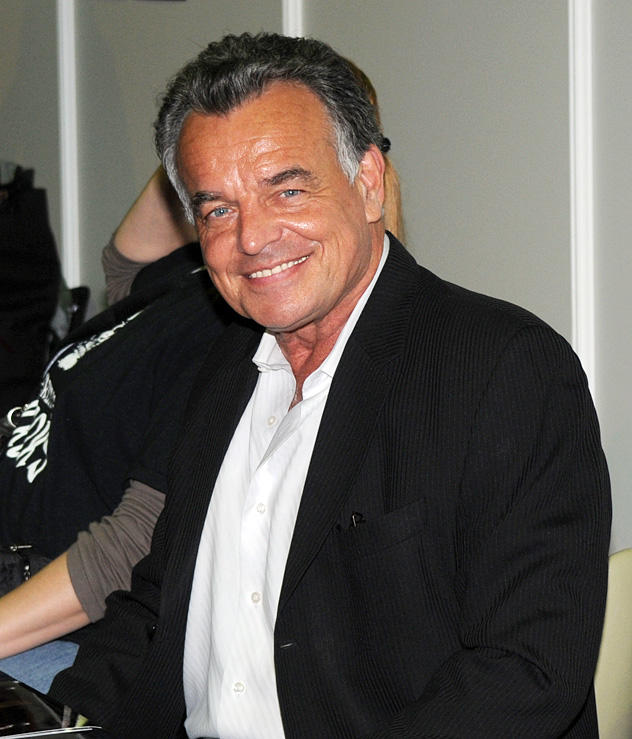
Ray Wise

### Ricorrenti
Staff del Cattleman's Steakhouse
- Mitch (stagioni 1-6), interpretato da Paul Scheer
- Nancy (stagioni 1-6), interpretata da Jillian Armenante
- Vanessa (stagioni 1-6), interpretata da Amanda Lund
- Hector Martinez (stagioni 1-6), interpretato da Noel Gugliemi
- Michael Bolton[16] (stagioni 3-4)
- Matthew Chestnut (stagione 4), interpretato da Matt Oberg

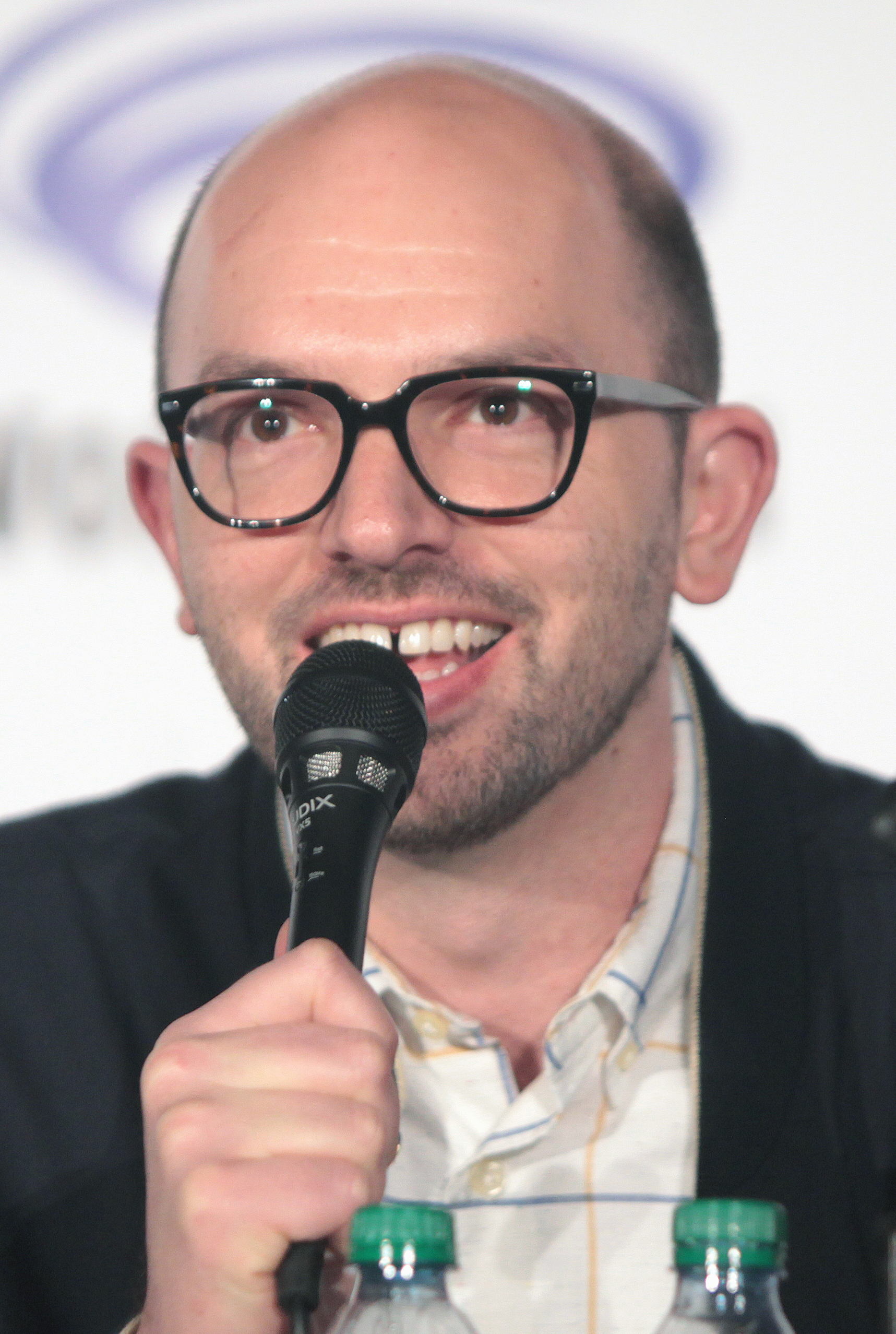
Paul Scheer
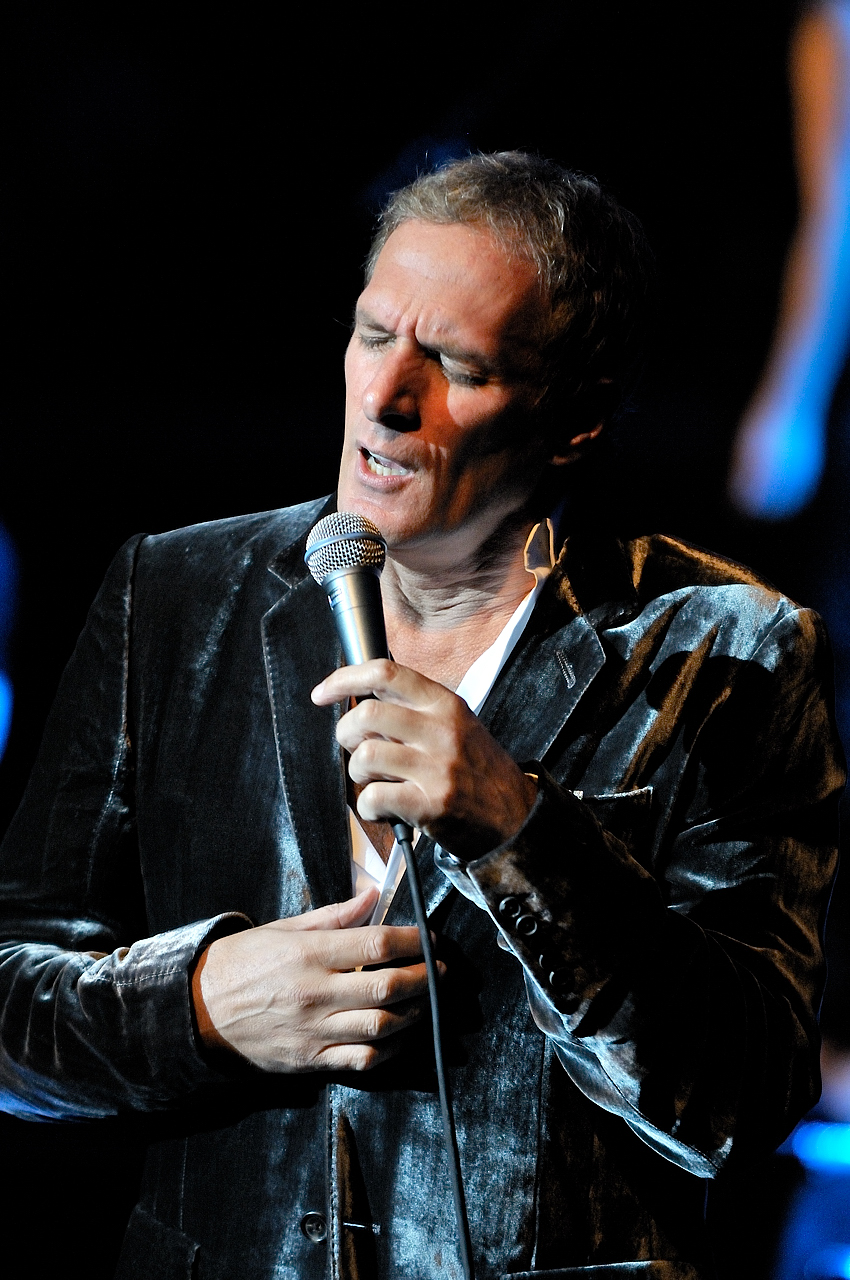
Michael Bolton

Compagni di scuola di Eddie
- Nicole Ellis[17], interpretata da Luna Blaise
- Alison, interpretata da Isabella Alexander
- Walter, interpretato da Prophet Bolden
- Trent Masterson, interpretato da Trevor Larcom
- Dave Selby interpretato da Evan Hannemann
- Brian Stone, interpretato da Dash Williams
- Doug Pew, interpretato da Connor Rosen
- Brock Blanca, interpretato da Brady Tutton
- Philip Goldstein[18][19], interpretato da Albert Tsai
- Shelly, interpretata da Arden Belle
- Layla, interpretata da Liliana Mumy
- Sandy, interpretata da Monique Green
- Reba, interpretata da Marlowe Peyton

Altri
- Deidre Sanderson, interpretata da Rachel Cannon
- Carol-Joan, interpretata da Stacey Scowley
- Amanda, interpretata da Colleen Ryan
- Courtney Thorne-Smith[20]
- Lisa, interpretata da Kimberly Crandall
- Ray[21], interpretato da Judah Friedlander
- Scottie Pippen[21]
- Shaquille O'Neal[22]
- Gus[23], interpretato da Ken Marino
- Gator Dan[24], interpretato da Rob Riggle
- Barry[25], interpretato da J. B. Smoove
- Busta Rhymes[25]
- Jalen Rose[25]
- Ashley Alexander, interpretata da Arden Myrin
- Chau[26], interpretato da Jeremy Lin
- Preside Charlie Hunter, interpretato da David Goldman
- Preside Thomas, interpretata da Maria Bamford
- Sarah[27], interpretata da Heather Locklear
- DMX
- Connie Chen, interpretata da Susan Park
- Steve Chen, interpretato da C.S. Lee
- Justin Chen, interpretato da Lance Lim
- Gene Huang[28], interpretato da Ken Jeong
- Eddie Huang adulto (voce), interpretato da Eddie Huang
- Big Auntie, interpretata da Wai Ching Ho
- Bernard[29], interpretato da George Takei
- Elaine[30], interpretata da Ming-Na Wen
- Julius[30], interpretato da Reggie Lee
- Horace[30], interpretato da Jimmy O. Yang
- Calvin[31], interpretato da Jaleel White

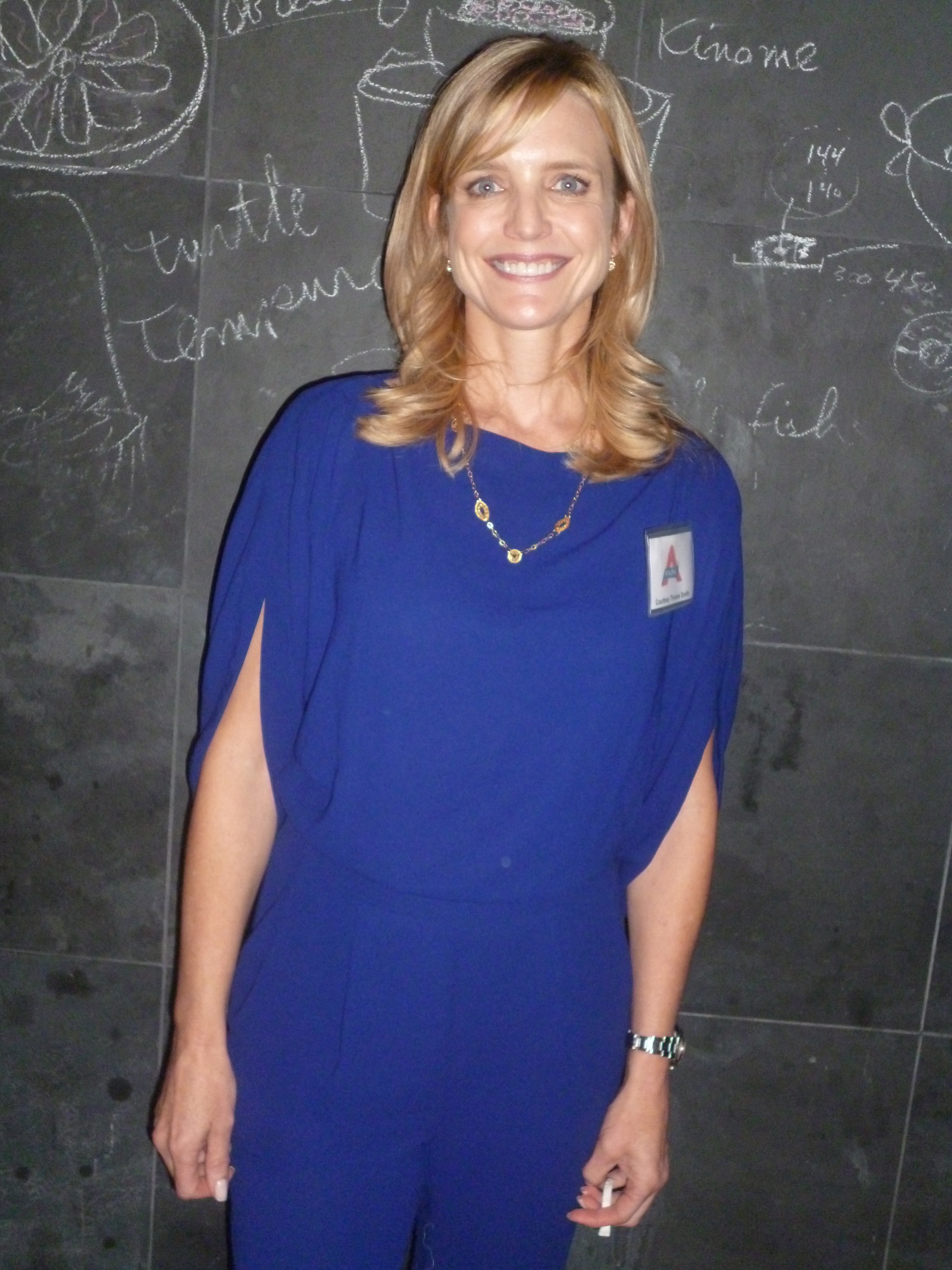
Courtney Thorne-Smith
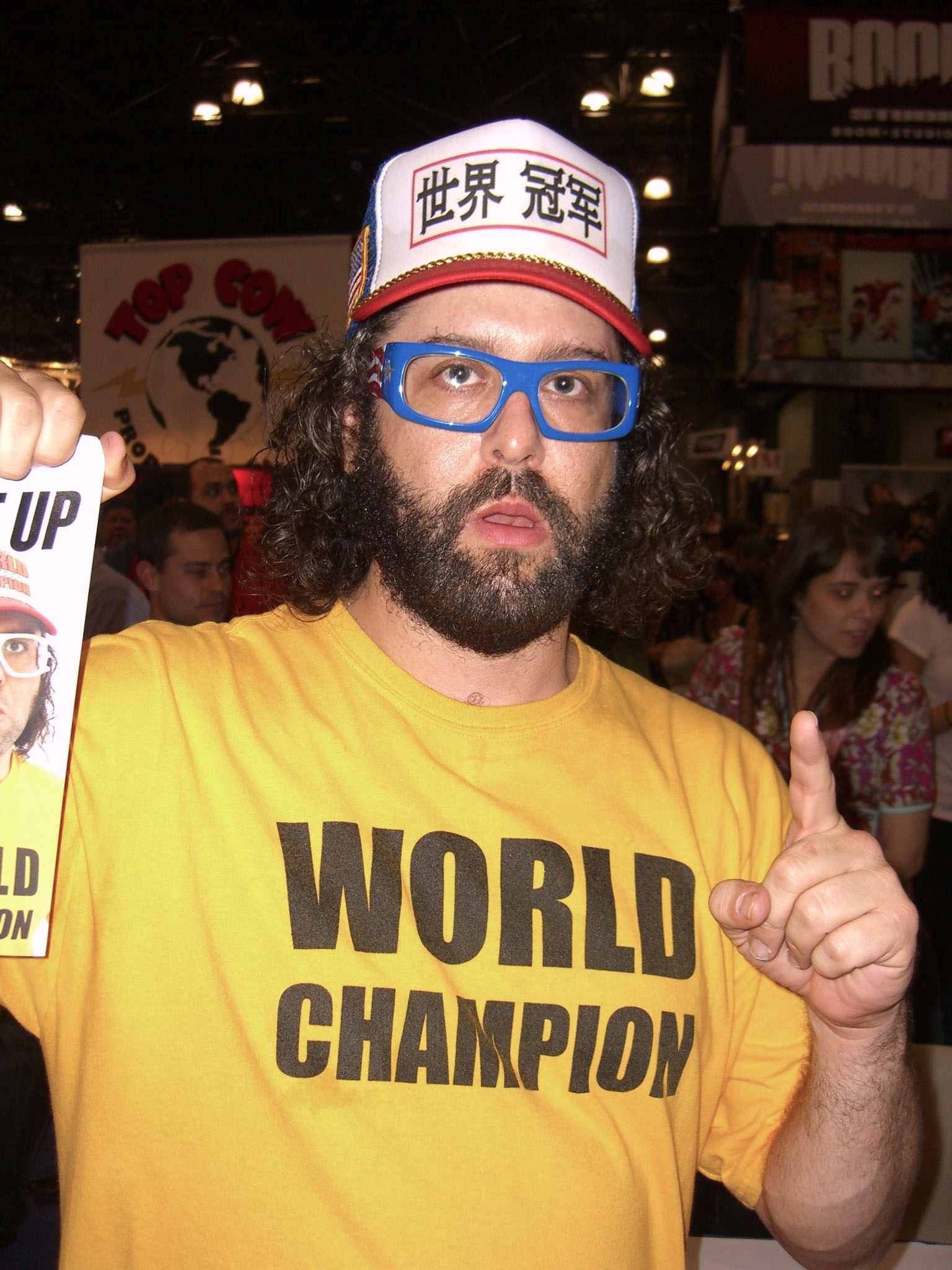
Judah Friedlander
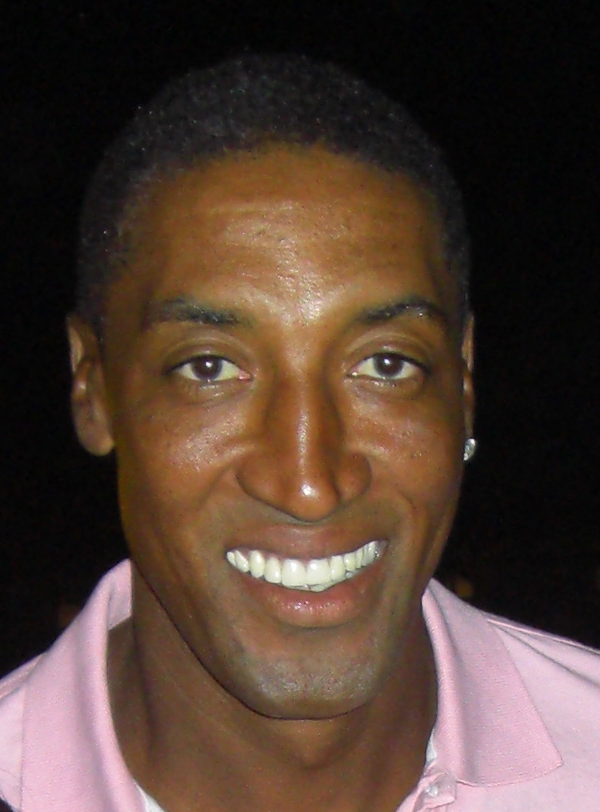
Scottie Pippen
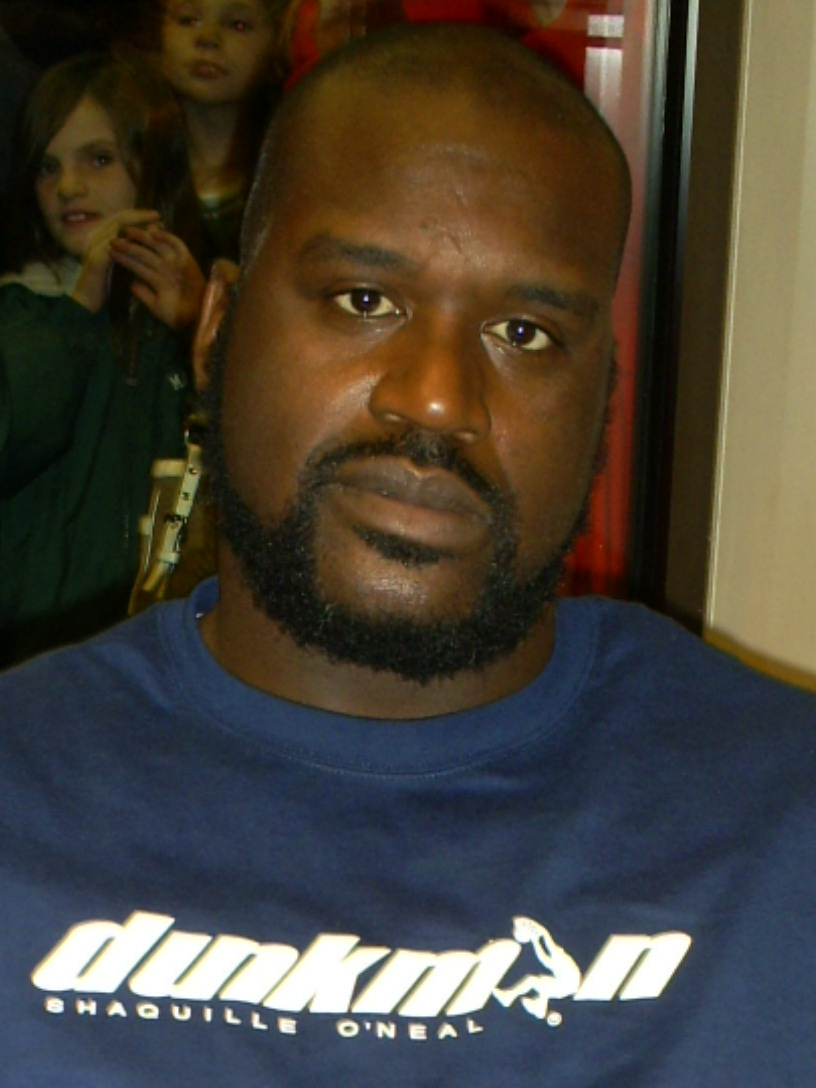
Shaquille O'Neal
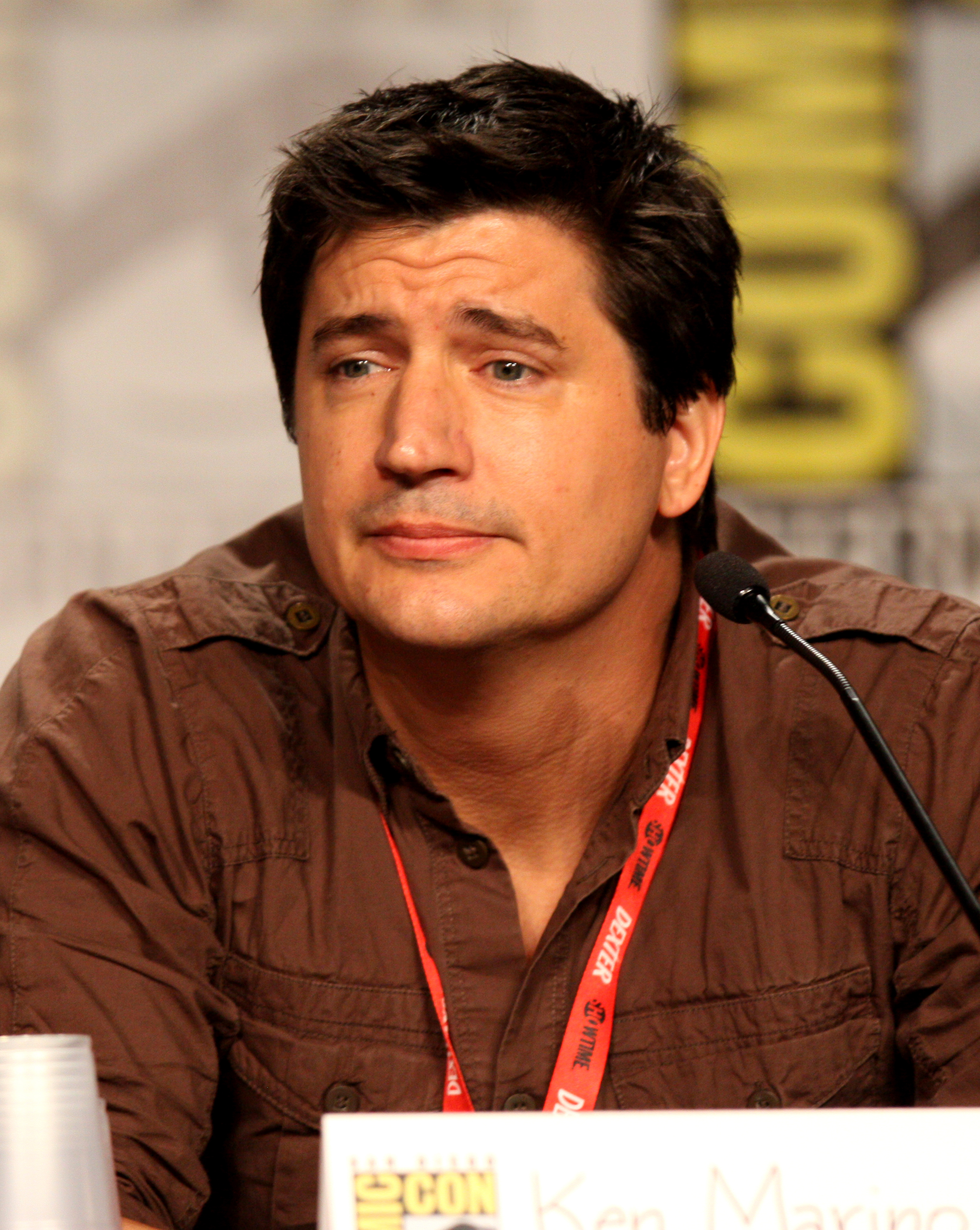
Ken Marino
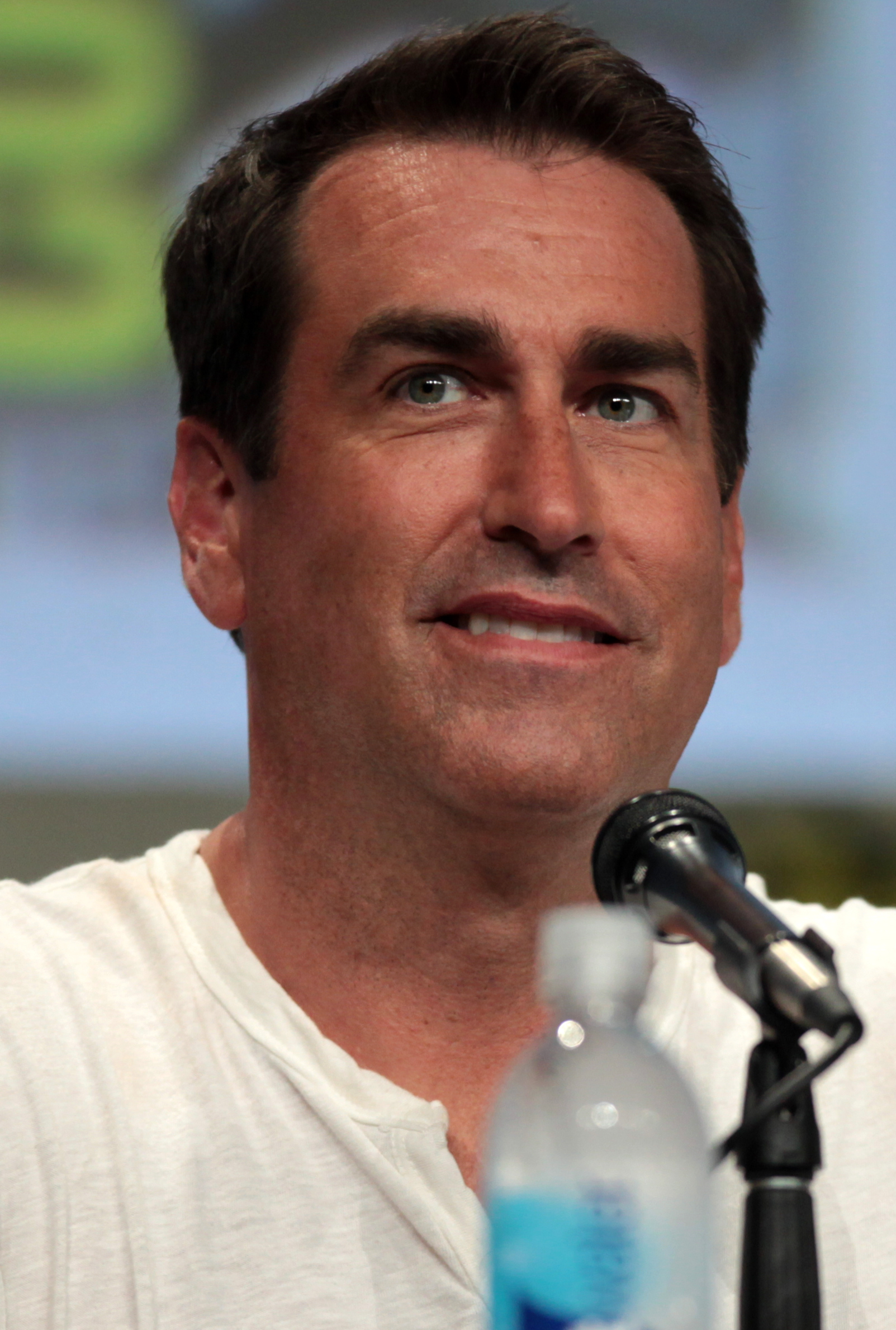
Rob Riggle
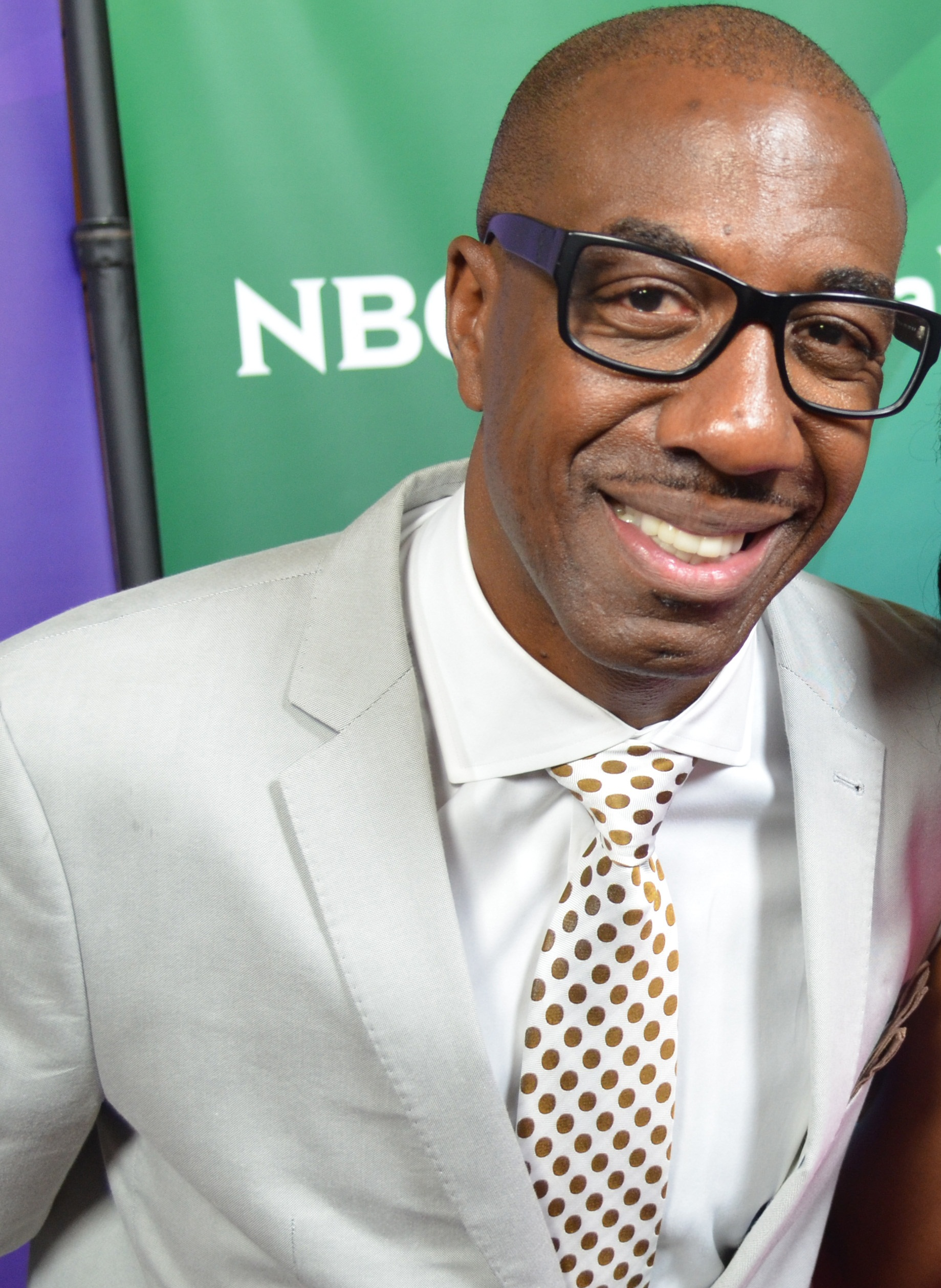
J. B. Smoove
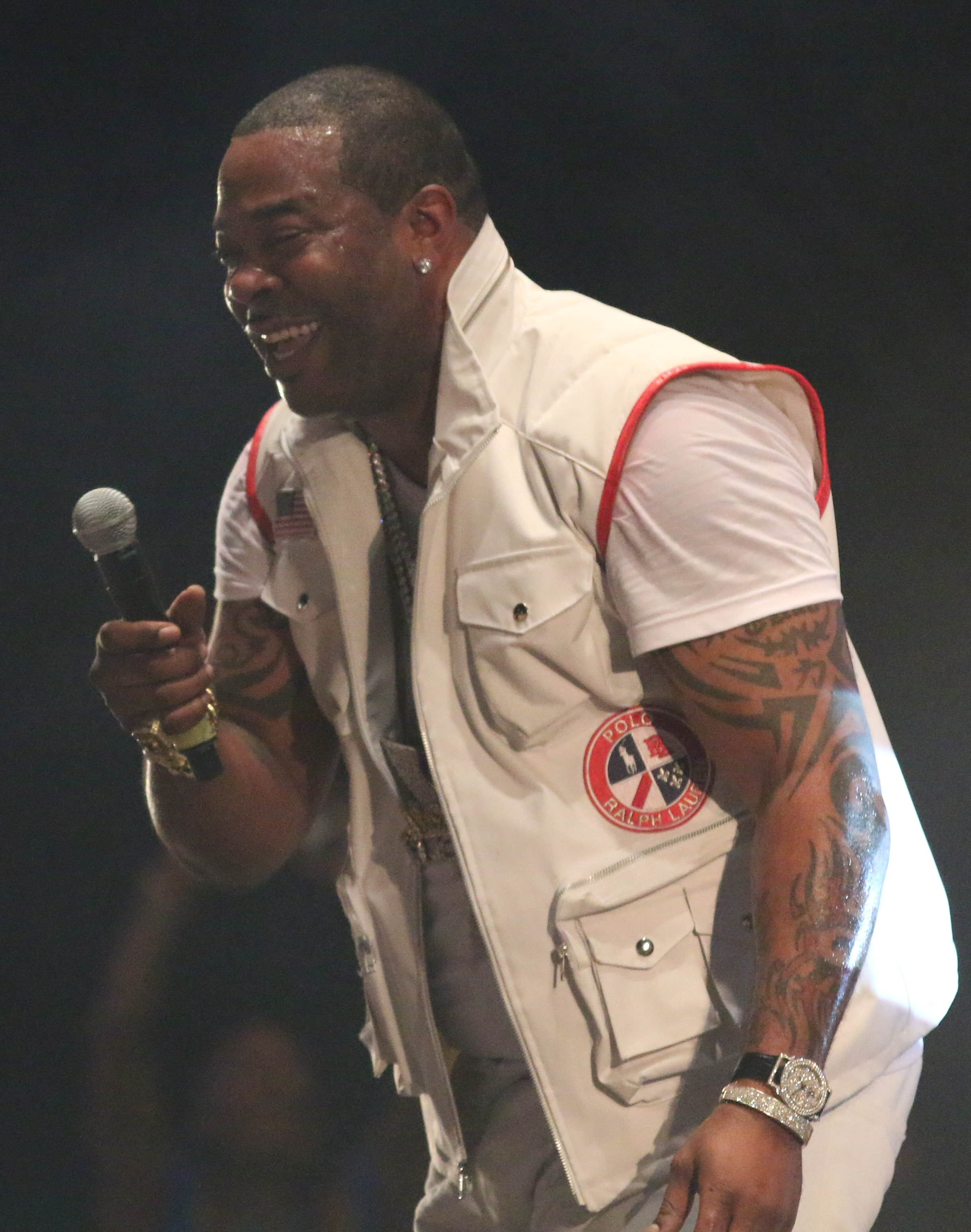
Busta Rhymes
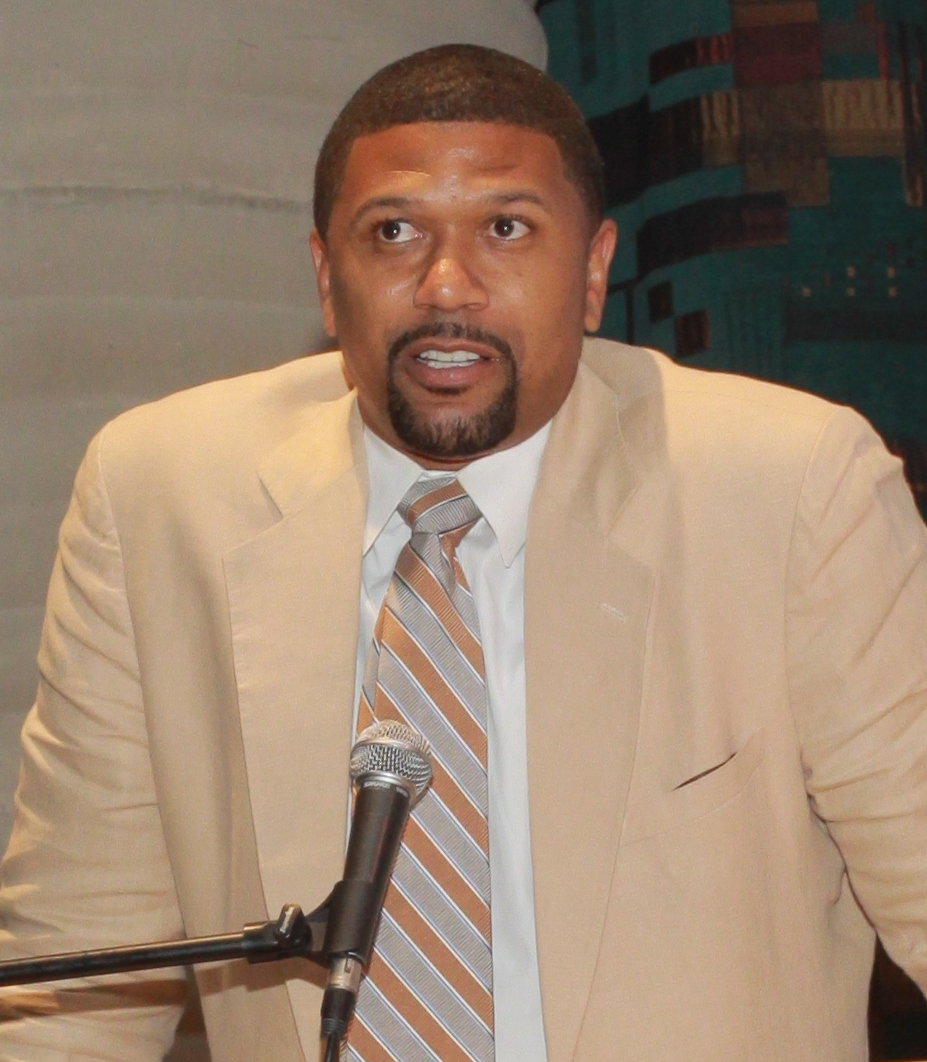
Jalen Rose
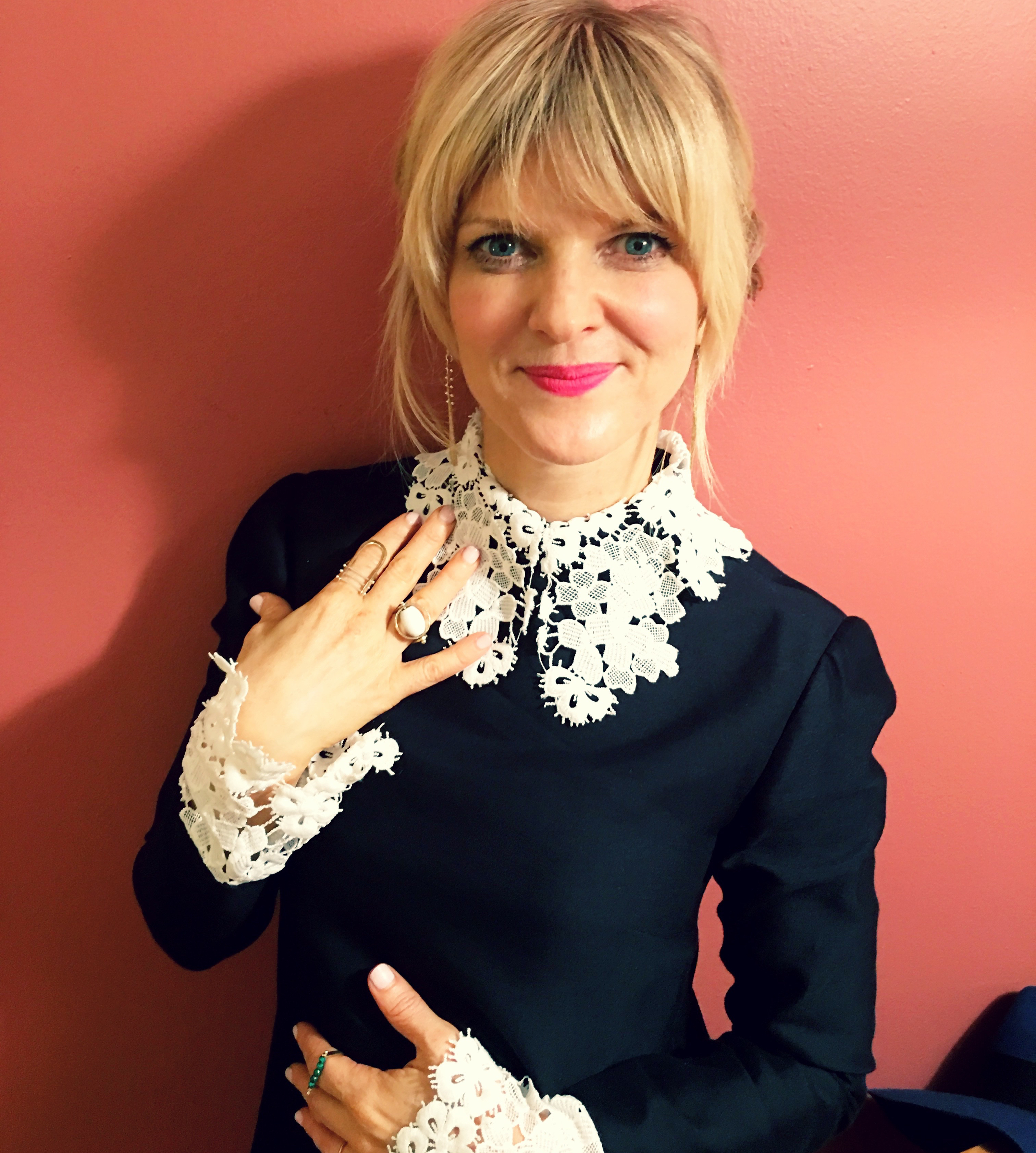
Arden Myrin
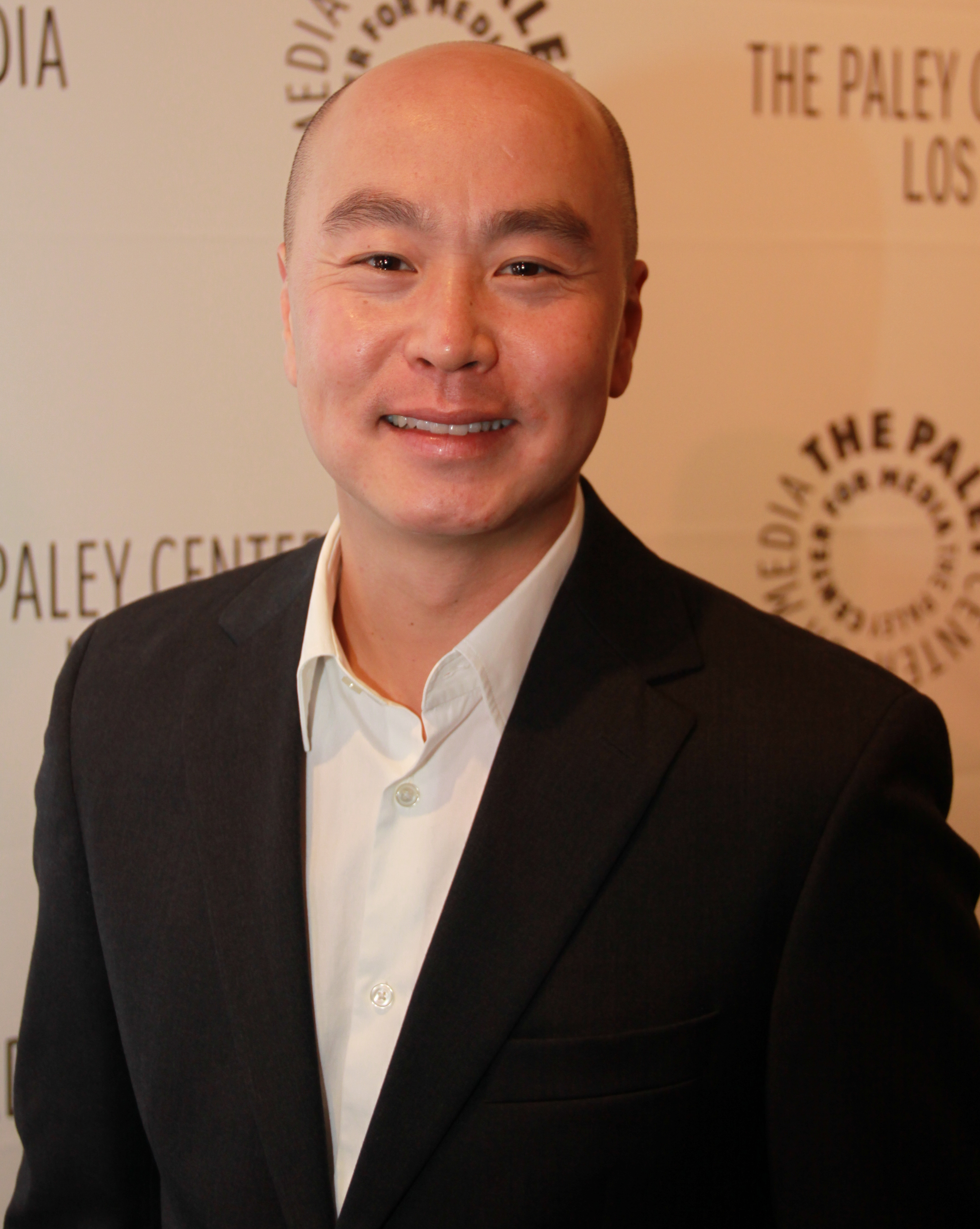
C. S. Lee
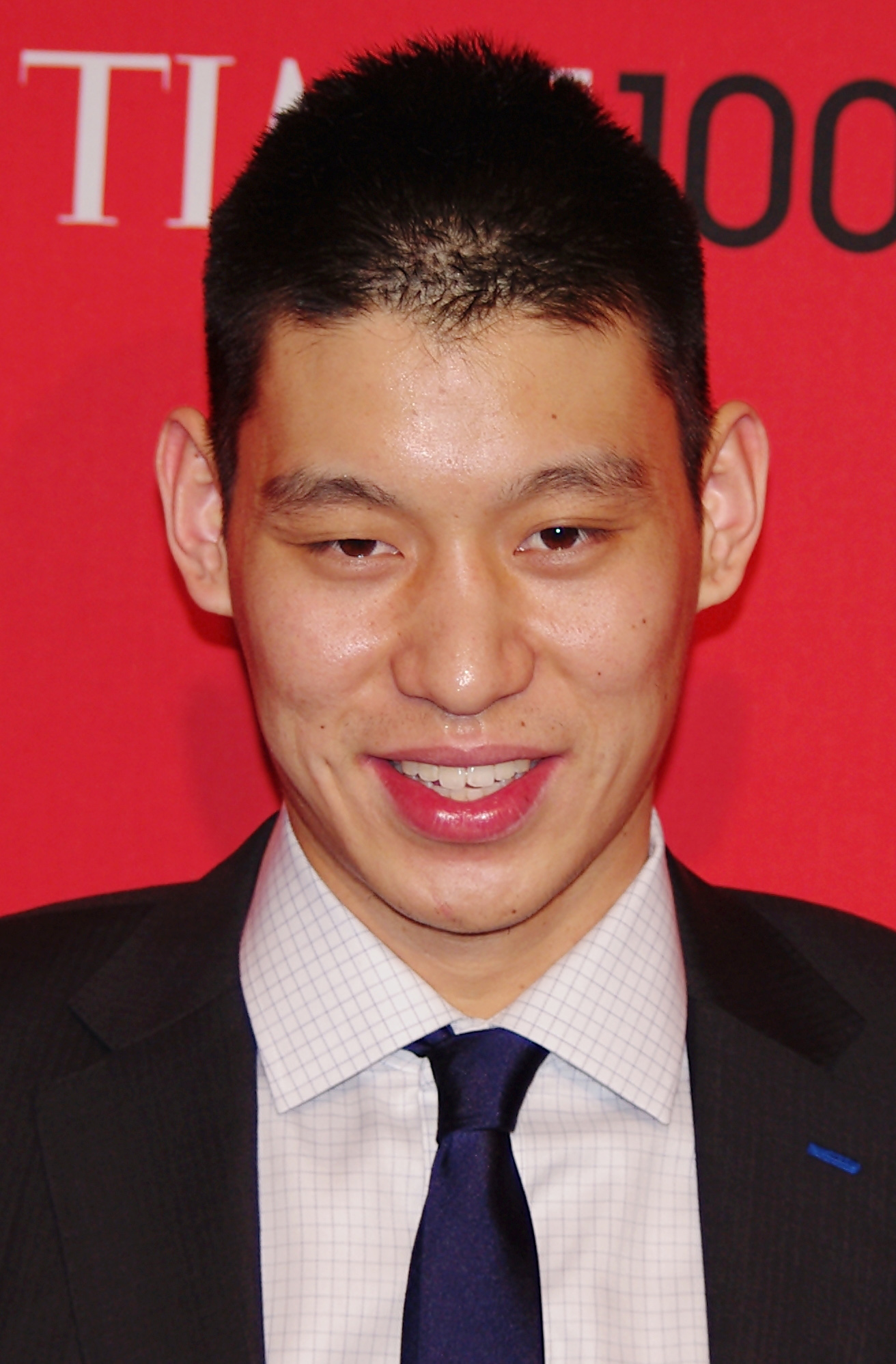
Jeremy Lin
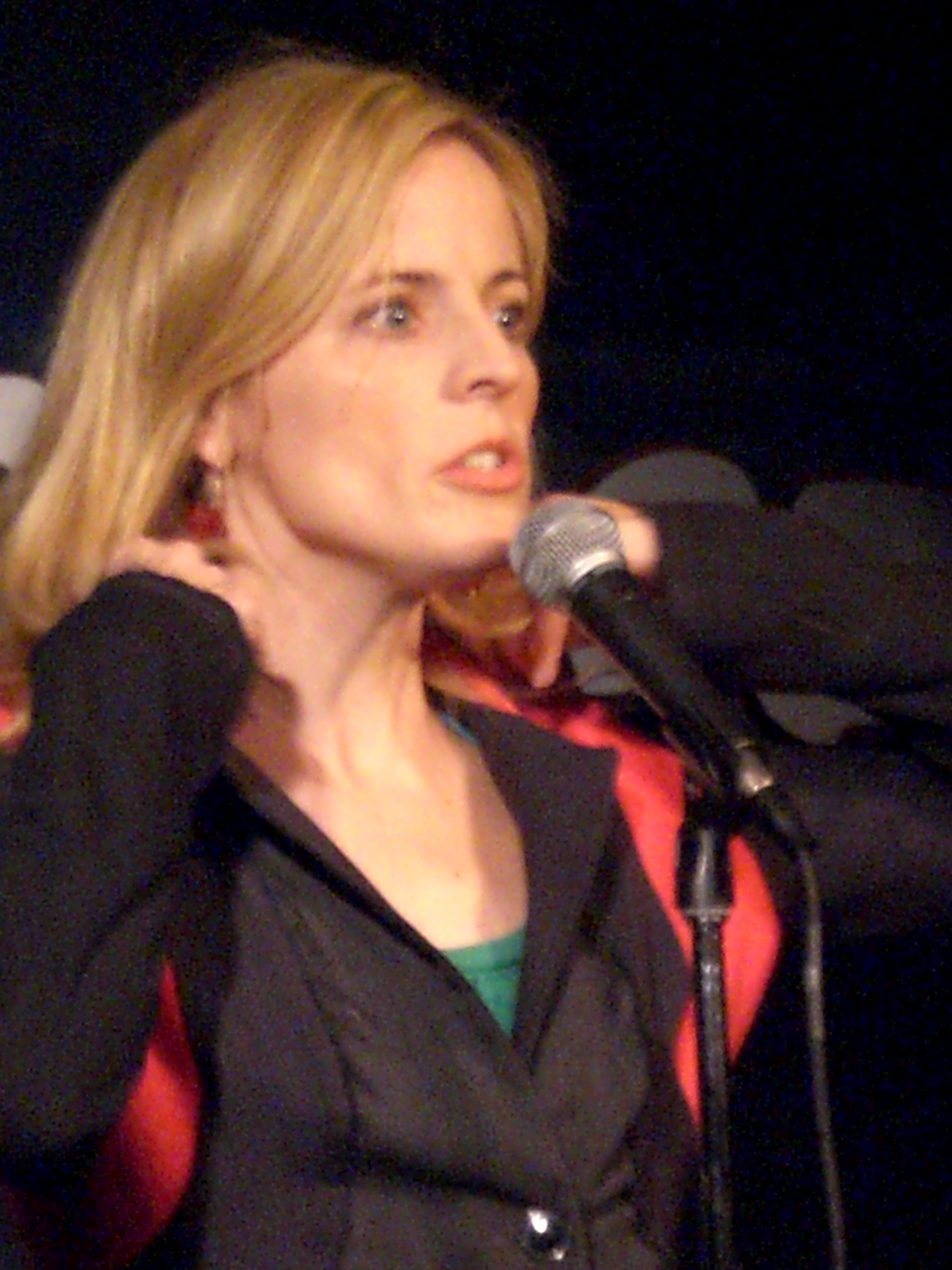
Maria Bamford
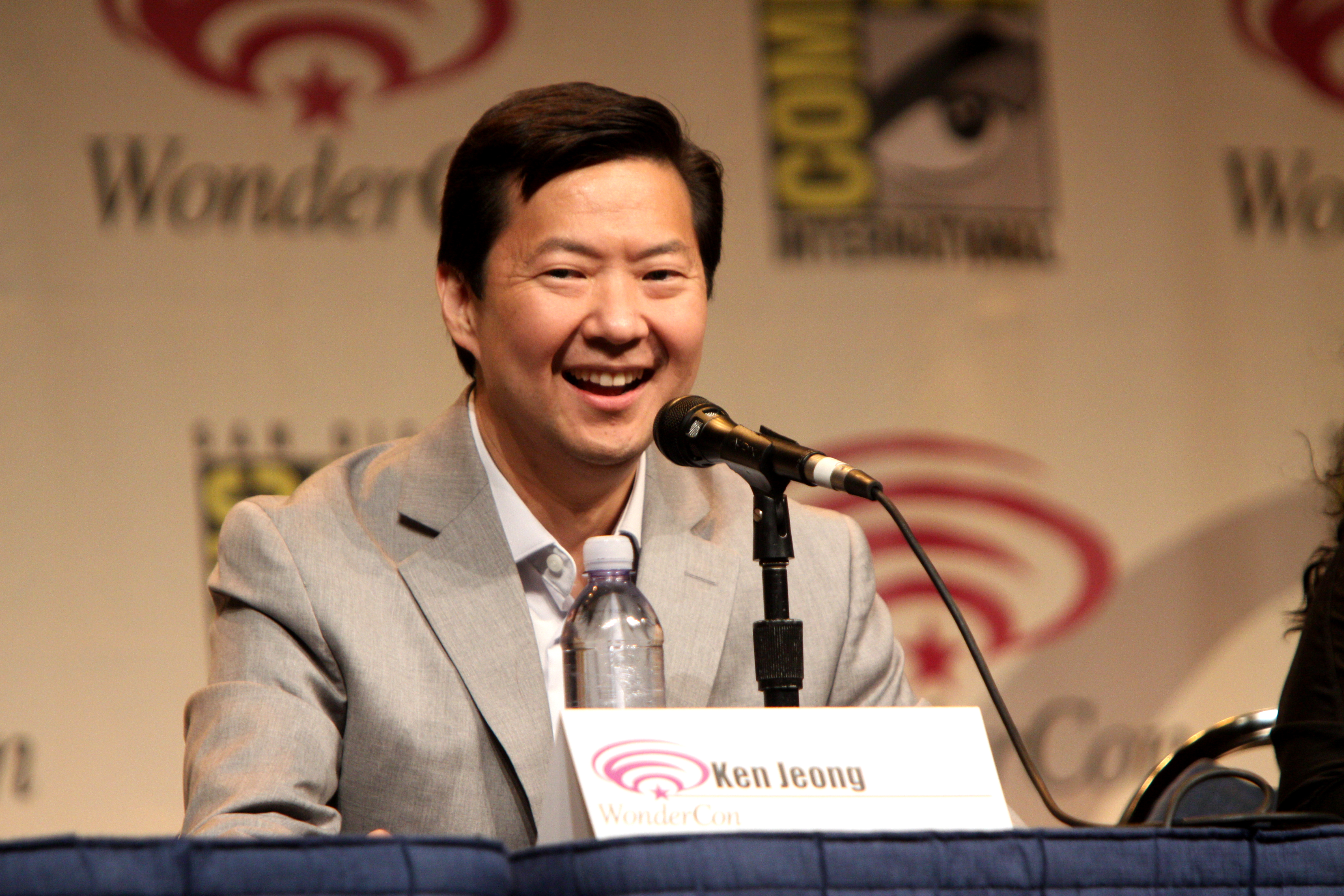
Ken Jeong
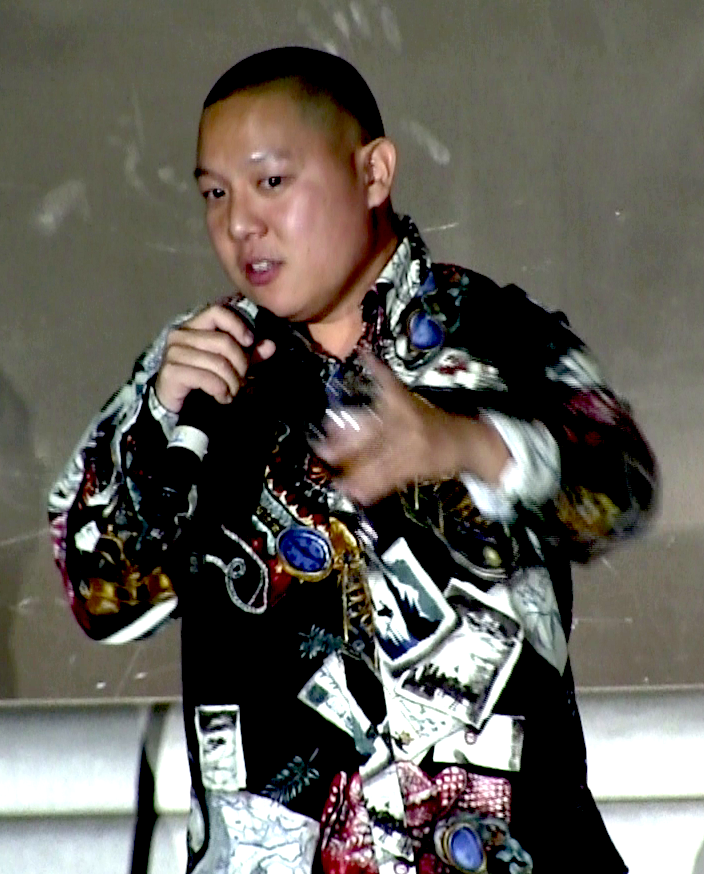
Eddie Huang
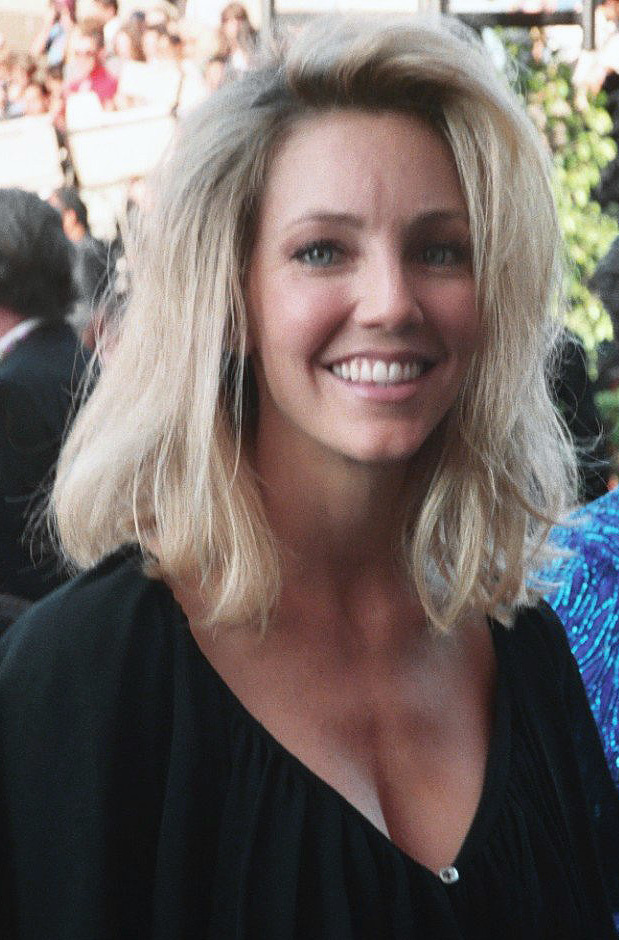
Heather Locklear
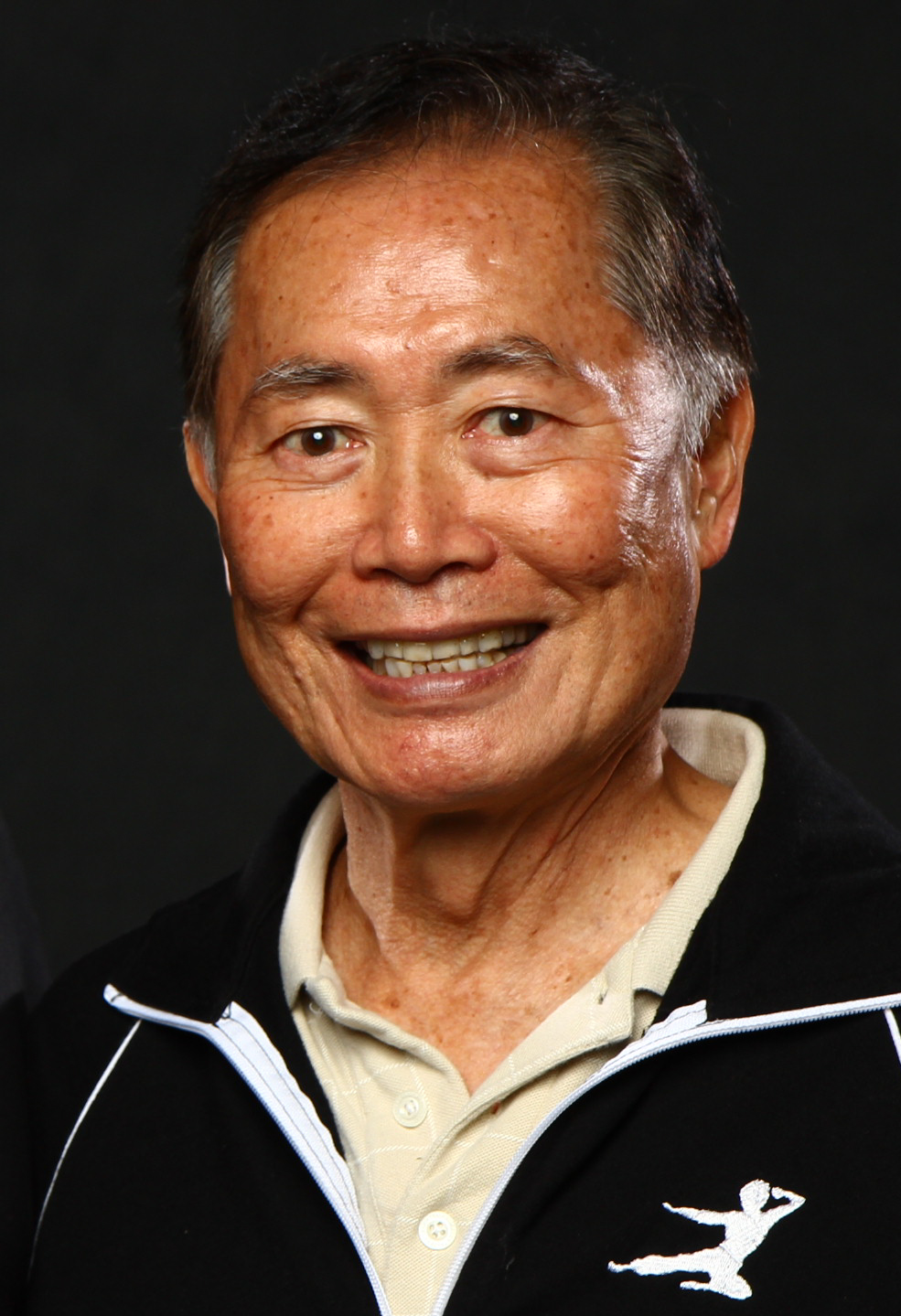
George Takei
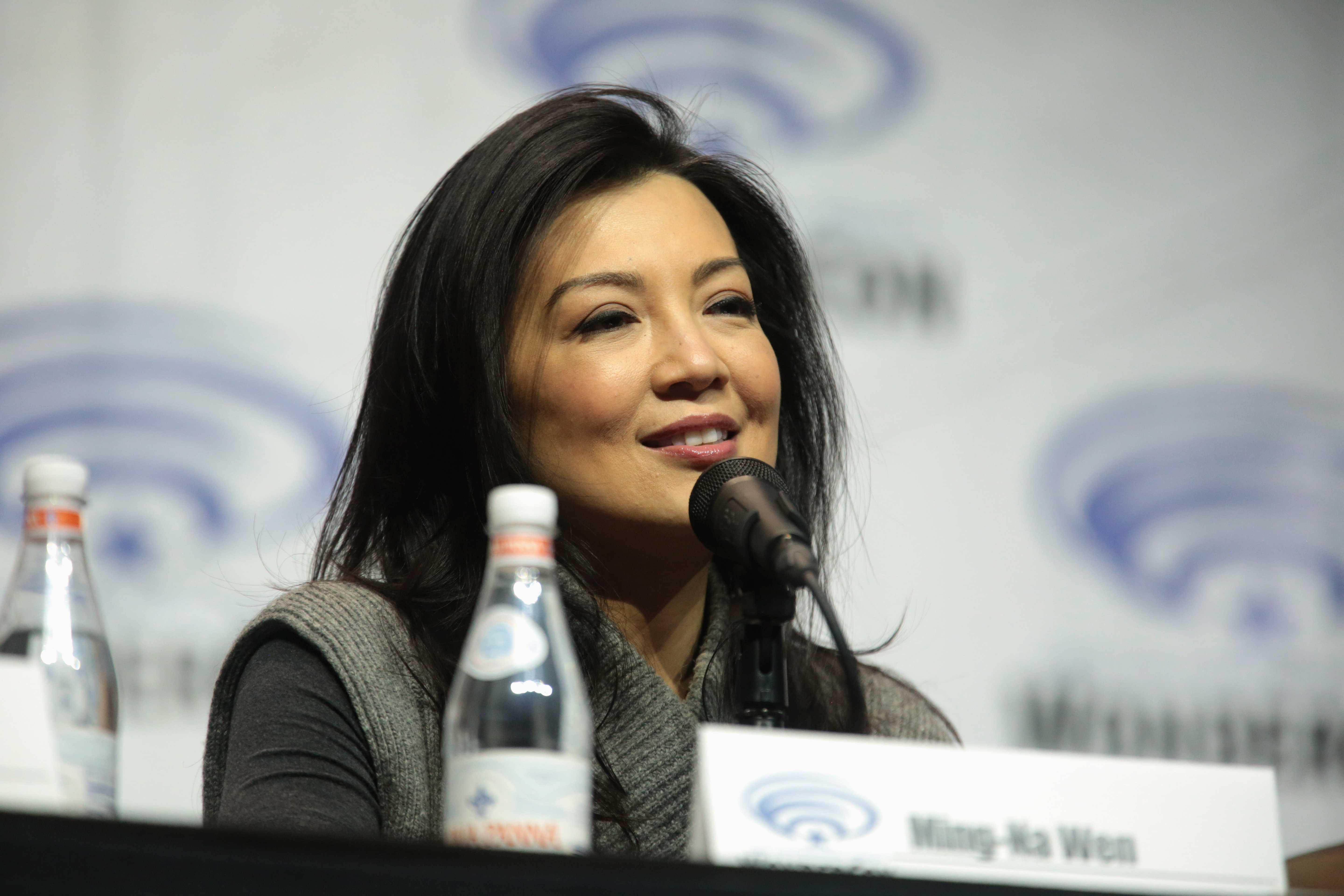
Ming-Na Wen
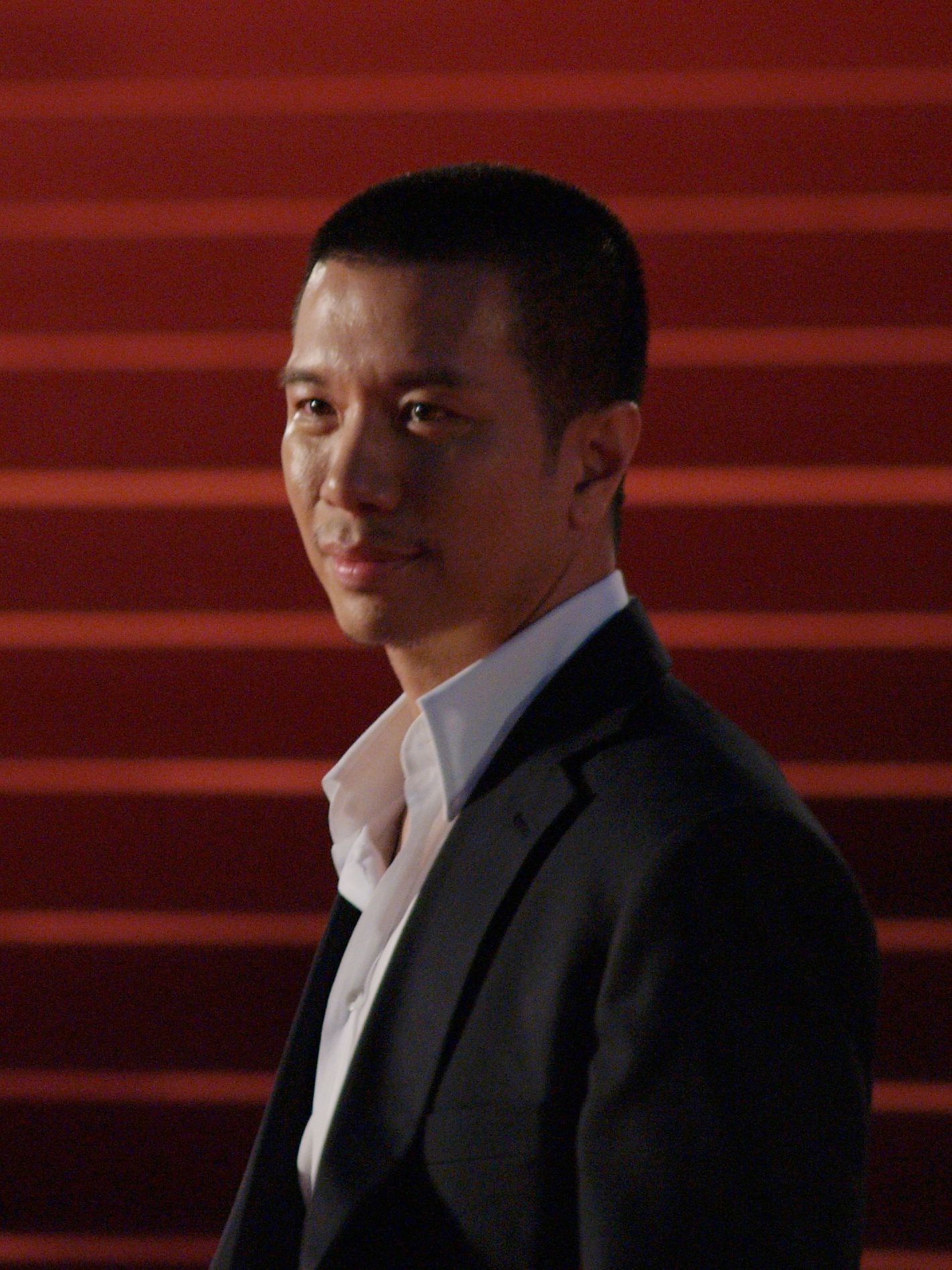
Reggie Lee
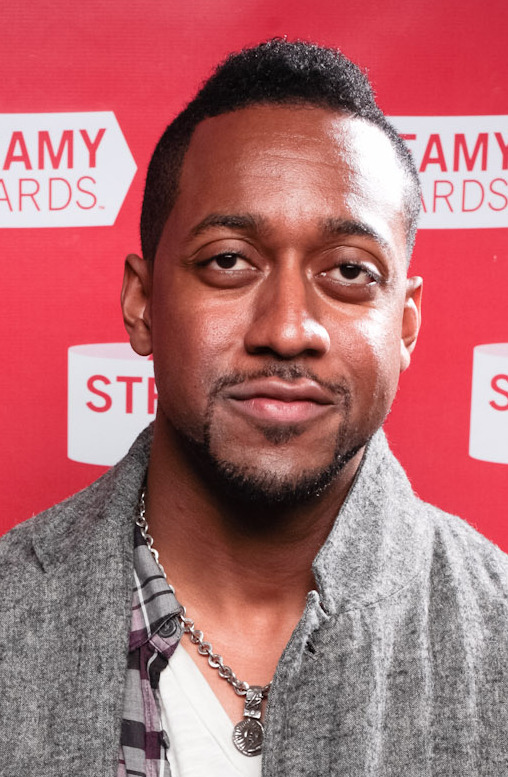
Jaleel White

## Produzione

### Sviluppo

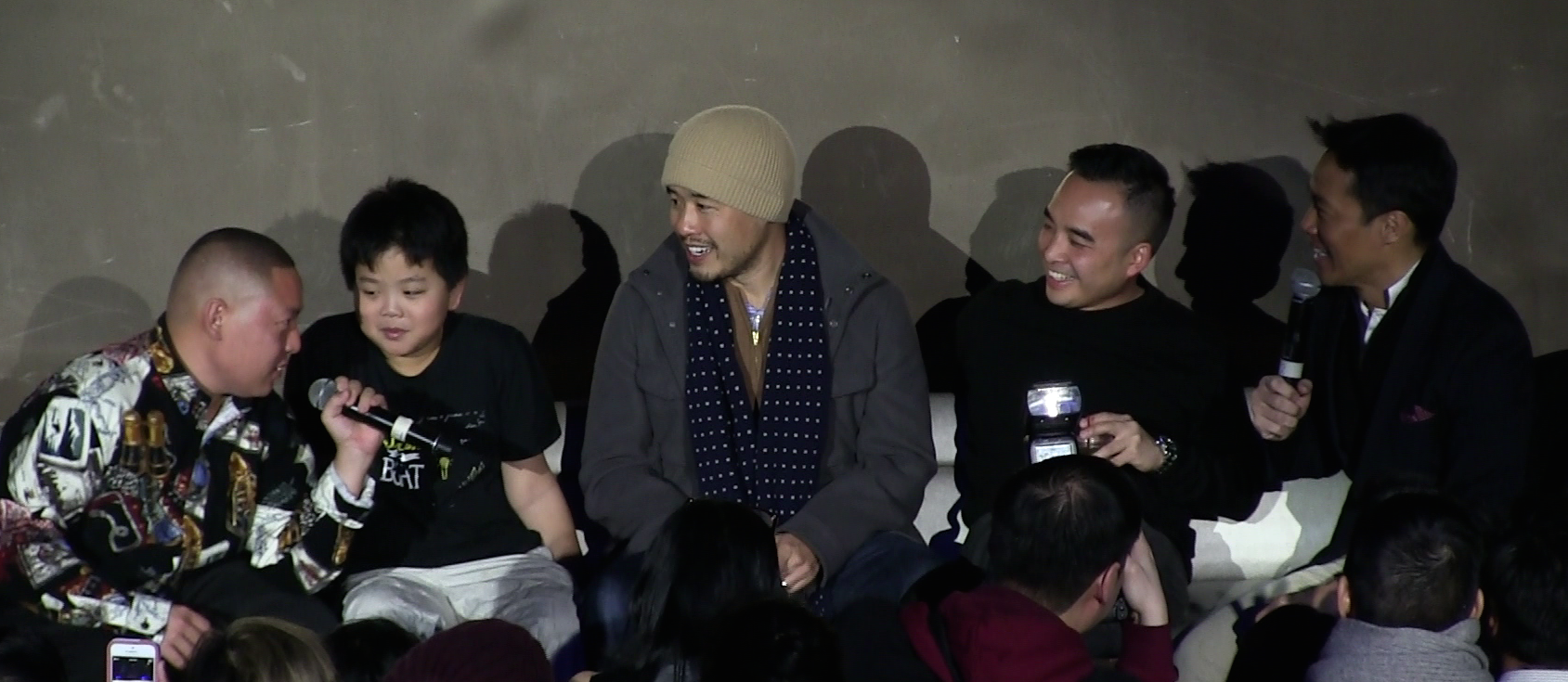
Il cast della serie mentre discute sullo show.

Nel 2013, il libro di Eddie Huang Fresh Off the Boat: A Memoir aveva attirato l'attenzione di alcune emittenti televisive al momento della pubblicazione con la successiva firma della ABC e della 20th Century Fox Television. Huang, ideatore dello show e uno dei produttori della serie, iniziò una campagna su Twitter per cambiare il nome originale che era Far East Orlando.
Il 13 maggio del 2014, vennero ordinati 13 episodi della prima stagione da trasmettere in mid-season nel 2015.
La vera vita di Eddie Huang viene narrata solo nella prima stagione. Dopo undici episodi trasmessi, Huang ha espresso la sua frustrazione per l'approccio della ABC, dicendo che presenta una "ambigua storia di amido sugli asioamericani" che perpetua "una rappresentazione artificiale delle vite asiatiche americane". La sitcom era stata adattata per soddisfare un pubblico americano più ampio. Ha anche twittato nell'aprile 2015, "Capisco che questa è una commedia ma i grandi fumetti parlano di dolore: Pryor, Rock, Louis ... Questo spettacolo ha avuto quell'opportunità ma fallisce". Huang ha detto che lo show televisivo era in contrasto con la sua vera famiglia, dove suo nonno si è suicidato, sua nonna aveva i piedi legati e i servizi sociali hanno cercato di far rimuovere i bambini dalla casa.
Nonostante la sua preoccupazione per l'autenticità, Huang trova lo spettacolo come una "pietra miliare" per gli asiatici americani in quanto sono in prima linea in questa serie televisiva. Huang ha inoltre spiegato in un'intervista alla National Public Radio: "Lo studio e la rete non sono in missione per non rappresentarci, semplicemente non sanno come".
Huang descrisse brevemente lo scambio tra la sua squadra e la rete. In un articolo su Vulture Huang ha espresso preoccupazione per la decisione dello studio che Nahnatchka Khan, una scrittrice iraniana-americana, rappresentasse il suo libro di memorie per le sceneggiature televisive, ritenendo che avrebbe presentato la storia come meno realistica e autentica. "Sarei entusiasta, ma hai contattato una scrittrice persiana e sono piuttosto preoccupato che diventerà The Shahs of Cul-de-Sac Holando".
Nel 2015, Constance Wu venne intervistata da Jenny Zhang per The Lenny Interview. In questa intervista, ha parlato del suo iniziale timore di criticare alcuni dettagli degli spettacoli. Nella seconda stagione, Wu parla apertamente della sua richiesta allo staff di rendere lo spettacolo più specifico, affermando: "Se cambi il cibo in un uovo nero di 1.000 anni con tofu e scalogno, sarà un po' più specifico, e la specificità è solo migliore per il personaggio, ed è più interessante del, per esempio, tofu e riso".

#### Cambiamenti per la seconda stagione
Fresh Off the Boat ha apportato molti cambiamenti per la seconda stagione, tra cui:
- Eddie Huang ha ridotto il suo coinvolgimento con la serie, tra cui non è più il narratore, a causa delle differenze creative con ABC, così come i vincoli di tempo con altri progetti. È ancora accreditato come produttore, e i crediti dello show continuano a notare che la serie è basata sul suo libro di memorie.
- Con la partenza di Huang, ABC decise di non rimodellare il ruolo del narratore, lasciandolo cadere completamente dalla serie.
- La scrittura dalla seconda stagione in poi si concentra sull'intera famiglia Huang invece di centrare su Eddie. In particolare, sono stati girati più episodi centrati su Louis e Jessica.
- Lucille Soong e Chelsey Crisp sono state entrambe promosse dal cast ricorrente al cast principale.

### Rinnovi
Il 7 maggio 2015 è stata rinnovata per una seconda stagione di 24 episodi, in onda dal 22 settembre 2015 al 24 maggio 2016.
Il 3 marzo 2016, la serie è stata rinnovata anche per una terza stagione di 23 episodi, trasmessa dall'11 ottobre 2016 al 16 maggio 2017.
Il 12 maggio 2017, viene rinnovata per una quarta stagione, composta da 19 episodi e trasmessa dal 3 ottobre 2017 al 20 marzo 2018.
L'11 maggio 2018, viene rinnovata anche per una quinta stagione, composta da 22 episodi e trasmessa dal 5 ottobre 2018 al 12 aprile 2019.
Il 10 maggio 2019, viene rinnovata per una sesta stagione, composta da 15 episodi e sarà trasmessa dal 27 settembre 2019 al 21 febbraio 2020.
L'8 novembre 2019, è stato annunciato che sarà cancellata dopo la sua conclusione nel febbraio 2020.

## Tema di apertura
La canzone usata per il tema di apertura è "Fresh off the Boat" del rapper statunitense Danny Brown.

## Trasmissione internazionale
L'8 novembre del 2014, venne presentato il primo episodio in anteprima al San Diego Asian Film Festival.
La serie viene trasmessa anche in Australia su FOX8 dal 10 maggio 2015. Inoltre è stata trasmessa anche da Network Ten dal 7 marzo 2016, venendo trasferita sul canale gemello Eleven, fino ad ottobre del 2017.
Nel Regno Unito, la prima stagione è stata presentata per la prima volta su Amazon Video il 4 febbraio 2015. La seconda stagione è stata distribuita dal 22 settembre 2015. Il 1º novembre del 2017 è stata trasmessa per la prima volta in televisione sul canale sorella di Channel 5, 5Star.
In Sudafrica ha debuttato il 12 marzo 2015 su Fox.
Nell'Asia meridionale la serie viene trasmessa su Star World Premiere HD, 12 ore dopo la trasmissione negli Stati Uniti.
In Italia la serie è stata trasmessa per quattro stagioni dal 12 giugno 2015 all'8 aprile 2018 sul canale di Sky, Fox Comedy. Dalla quinta stagione la serie verrà trasmessa dal 18 novembre 2018 su Fox, insieme alla settima stagione della serie televisiva L'uomo di casa.

## Syndication
Il 23 luglio del 2018, venne annunciato che la serie sarebbe stata trasmessa su Freeform e UPtv nel corso dell'anno.

## Home media
Il 29 settembre 2015, venne pubblicata in DVD la prima stagione della serie. Il DVD aveva due dischi con tutti i 13 episodi della stagione e dei contenuti speciali. Il 22 maggio 2018, invece, sono stati pubblicati i DVD per la seconda e la terza stagione. Quello per la quarta stagione è stato pubblicato il 12 giugno 2018

## Accoglienza

### Ascolti
| Stagione | Messa in onda                                                                                         | Episodi | Inizio            | Inizio         | Fine           | Fine           | Stagione televisiva | Posizione | Spettatori generali |
| Stagione | Messa in onda                                                                                         | Episodi | Data              | Telespettatori | Data           | Telespettatori | Stagione televisiva | Posizione | Spettatori generali |
| -------- | --- | ------- | ----------------- | -------------- | -------------- | -------------- | ------------------- | --------- | ------------------- |
| 1        | Mercoledì alle 20:30 (episodio 1) Mercoledì alle 21:30 (episodio 2) Martedì alle 20:00 (episodi 3-13) | 13      | 4 febbraio 2015   | 7.94           | 21 aprile 2015 | 5.08           | 2014-2015           | 78        | 6.99                |
| 2        | Martedì alle 20:30 (episodi 1-10) Martedì alle 20:00 (episodi 11-24)                                  | 24      | 22 settembre 2015 | 6.05           | 24 maggio 2016 | 4.88           | 2015-2016           | 86        | 5.48                |
| 3        | Martedì alle 21:00                                                                                    | 23      | 11 ottobre 2016   | 5.03           | 16 maggio 2017 | 3.55           | 2016-2017           | 95        | 4.66                |
| 4        | Martedì alle 20:30                                                                                    | 19      | 3 ottobre 2017    | 4.51           | 20 marzo 2018  | 3.61           | 2017-2018           | 108       | 4.57                |
| 5        | Venerdì alle 20:00                                                                                    | TBA     | 5 ottobre 2018    | 2.85           | 2019           | -              | 2018-2019           | -         | -                   |

### Critica
La serie ha ricevuto recensioni 
molto positive dalla critica, che ne ha principalmente lodato l'interpretazione di Constance Wu.
Alcune recensioni hanno citato il potenziale dello spettacolo di aumentare la visibilità e la precisione degli asioamericani nelle arti e nell'intrattenimento. Per lo scrittore e poeta Jenny Zhang, Fresh Off the Boat è stato un gradito cambiamento dalla rappresentazione degli asioamericani nella serie TV che aveva visto da bambino a 11 anni, dove le poche persone che le guardavano erano i soggetti di barzellette rozze o avevano solo cameo minori.

#### Prima stagione
La prima stagione è stata accolta positivamente dalla critica. Sull'aggregatore di recensioni Rotten Tomatoes ha un indice di gradimento del 92% con un voto medio di 6,88 su 10, basato su 48 recensioni. Il commento consensuale del sito recita: "Una volta che le battute sui cliché di Fresh Off the Boat sono state sostituite da una sincerità radicata, la serie si evolve in una sitcom famigliare umoristicamente affascinante". Su Metacritic, invece ha un punteggio di 75 su 100, basato su 28 recensioni, che indica "recensioni generalmente favorevoli".

#### Seconda stagione
La seconda stagione su Rotten Tomatoes ha un indice di gradimento del 100% con un voto medio di 8 su 10, basato su 10 recensioni.

#### Terza stagione
La terza stagione su Rotten Tomatoes ha un indice di gradimento del 100% con un voto medio di 6,5 su 10, basato su 8 recensioni.

#### Quarta stagione
La quarta stagione su Rotten Tomatoes ha un indice di gradimento del 86% con un voto medio di 7 su 10, basato su 7 recensioni.

#### Quinta stagione
La quinta stagione, invece è stata accolta negativamente dal pubblico ricevendo solo il 40% con un voto medio di 3,5 su 5, basato su 7 recensioni.

## Premi
La serie è stata candidatata a 34 premi e ne ha vinti 8; in particolare Constance Wu ha ricevuto 11 nomination.

### Vinti
- 2015 - Unforgettable Gala - Asian American Awards[80]
  - Attore dell'anno a Randall Park
  - Star Breakout femminile dell'anno a Constance Wu
- 2016 - Young Artist Award[81]
  - Miglior giovane cast in una serie televisiva a Hudson Yang, Forrest Wheeler e Ian Chen
  - Miglior performance in una serie televisiva - Giovane attrice ricorrente (14-21 anni) a Luna Blaise
- 2016 - Young Entertainer Awards
  - Miglior giovane cast in una serie televisiva a Hudson Yang, Forrest Wheeler e Ian Chen
  - Miglior attrice ricorrente sotto i 12 anni a Isabella Alexander
- 2017 - Young Artist Award[82]
  - Miglior giovane attore protagonista in una serie televisiva a Hudson Yang
  - Miglior giovane attore ricorrente in una serie televisiva a Trevor Larcom